# Thryssa stenosoma
Thryssa stenosoma är en fiskart som beskrevs av Wongratana, 1983. Thryssa stenosoma ingår i släktet Thryssa och familjen Engraulidae. Inga underarter finns listade i Catalogue of Life.